# توموهيكو إيتو
توموهيكو إيتو (باليابانية: 伊藤 友彦) (28 مايو 1978 في أوساكا في اليابان – )؛ هو لاعب كرة قدم ياباني سابق كان يلعب كحارس مرمى.

## وصلات خارجية
- توموهيكو إيتو على موقع رابطة كرة القدم اليابانية للمحترفين (اليابانية)
- توموهيكو إيتو على موقع قاعدة بيانات كرة القدم.إي يو (الإنجليزية)
- توموهيكو إيتو على موقع Soccerway.com (الإنجليزية)
- توموهيكو إيتو على موقع عالم كرة القدم.نت (الإنجليزية)